# Dendrelaphis subocularis
Espèce
Synonymes
- Dendrophis subocularis Boulenger, 1888

Statut de conservation UICN

 LC  : Préoccupation mineure
Dendrelaphis subocularis est une espèce de serpents de la famille des Colubridae.

## Répartition
Cette espèce se rencontre en Chine (province du Yunnan), en Birmanie, en Thaïlande, au Cambodge, au Viêt Nam et en Indonésie (l'île de Java).

## Description

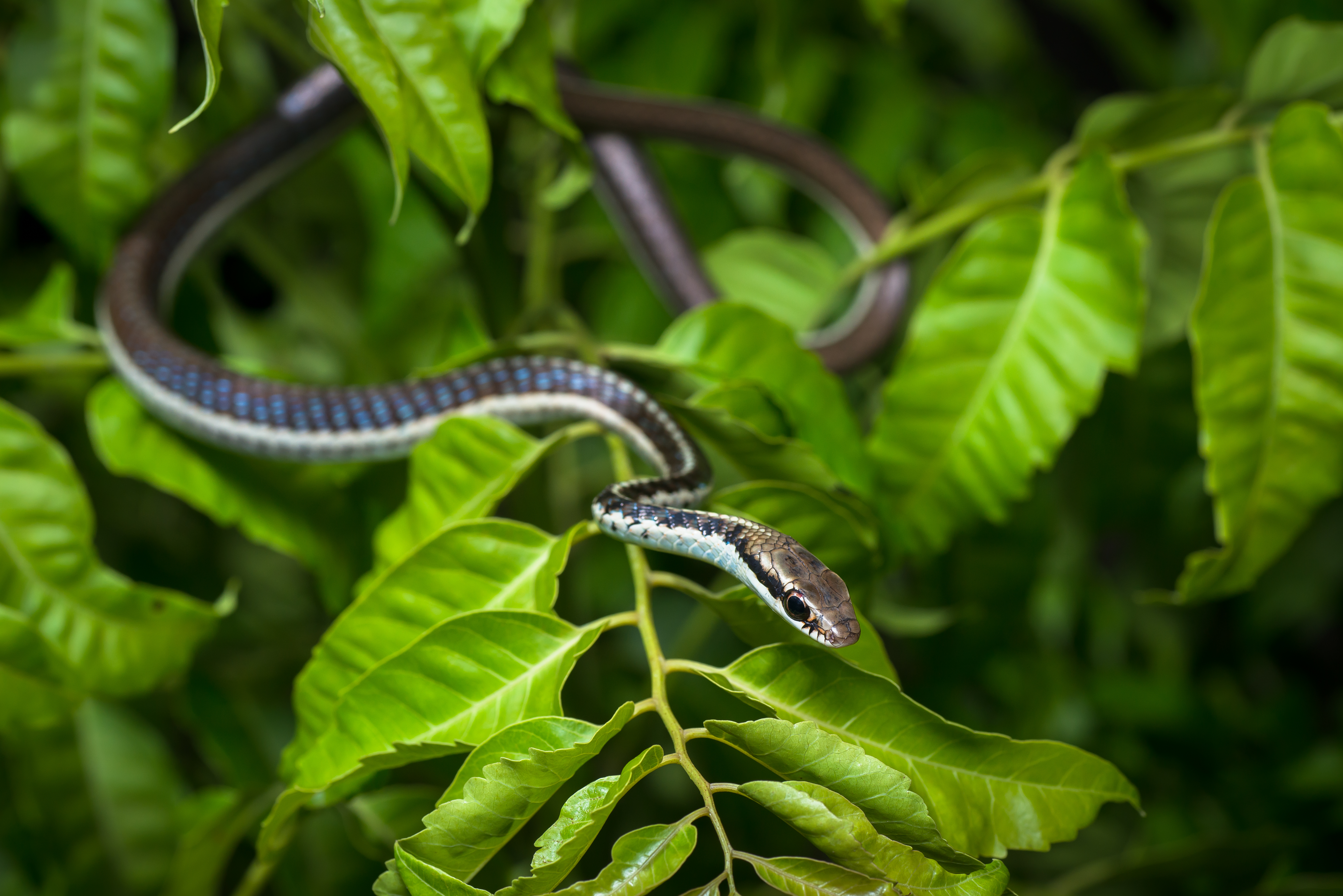

Dendrelaphis subocularis est un serpent arboricole diurne. Dans sa description Boulenger indique que les deux spécimens en sa possession mesurent environ 82 cm, dont 22 cm pour la queue, et présentent un dos brun.

## Publication originale
- Boulenger, 1888 : An account of the Reptilia obtained in Burma, north of Tenasserim, by M. L. Fea, of the Genova Civic Museum. Annali del Museo civico di storia naturale di Genova, ser. 2, vol. 6, p. 593-604 (texte intégral).